# برادوست
برادوست (بالكردية: برادۆست)‏ Bradost منطقة تقع بين إيران والعراق وتركيا في مركز كردستان. ورد اسم برادوست في كتاب الشرفنامه الذي يؤرخ للأمارات الكردية التي كانت موجودة في نهاية القرن الخامس عشر والسادس عشر للميلاد. وكانت امارة برادوست شرق اورمية إحدى هذه الإمارات. وقال انهم ينحدرون من نسل الأمير بدر من الكرد الحسنويه الذين حكموا لقرون كرماشان وهمدان واردلان من بلاد الجبل وجنوب أذربيجان ويبدو أن نفوذ امراء برادوست كان يمتد على منطقة واسعة تبدأ من سلماس مرورا بسهل اوروميه حيث تقع قلعة دمدم التأريخية وانتهاءً بمدينة أشنويه. ثم امتدت سلطة الامارة بعد مأثرة دمدم إلى مناطق كانت ضمن سيطرة امارة السوران حول سيدكان وممر كيله‌شين التأريخي.

## موجز تاريخي
بعد ظهور دولة الصفويين الشيعة، قام الشاه عباس الصفوي بحملة ضد امراء برادوست المتحصنين في قلعتهم الحصينة دمدم حيث خاض الكرد سنة 1609 ملحمة تأريخة ما زالت صداها يسمع في ارجاء كردستان وانتهت بأستشهاد الأمير خانى برادوست الملقب بلپ زيرين أي صاحب الكف الذهبية. حيث اشتهر الأمير بشجاعته وكرمه اللامحدود. وبعد سقوط دمدم قام الشاه الصفوي بأستقدام الالاف من اتراك الافشار الشيعة من اتباعه من خراسان و إسكانهم في سهل اورمية الخصب ومناطق برادوست وموكريان المجاورة لدرء خطر أي تمرد كردي ضد سلطته. وبقيت المنطقة تحت سيطرة الافشار وتم استقطاع مناطق شاسعة من أراض برادوست وموكريان لصالح اعيان وامراء الافشار الترك الشيعة. الامراء البرادوست الذين جاؤوا بعد الأمير خان حافظوا على قلاعهم في مركور وتركور وصوما والتي سرعان ما تضاءلت مع اشتداد سيطرة الشيعة العجم اتباع حكام إيران ومن والأهم من الاكراد خصوصا اكراد الشكاك والجلالي. ويعد السلطان أحمد البرادوستي من أكثر امراء البرادوست حنكة، حيث يورد الأمير الاردلاني بيكه بك في رسالة شكوى ارسلها للسلطان العثماني في القرن السادس عشر للمبلاد بعض ما قام به هذا الأمير البرادوستي الذي أصبح حاكما محليا لمنطقة مندلي وما جاورها بتزكية عثمانية.

وببروز الأمير الرواندزي الأمير محمد أمير سوران الشهير والمعروف بـ (الأمير الاعور) شهدت برادوست معركة طاحنة بين الأمير الصوراني وزعيم البرادوست انذاك محمودخان ابن سليم خان يذكر الكاتب هادي باباعلي في كتابه مقتطفات من تأريخ امراء سوران: "في عام 1229 للهجرة (1813م) جمع الأمير جيشه وسار قاصدا بالهجوم على برادوست، كان يحكمها آنذاك محمود خان ابن سليم خان بيك.وعندما علم محمود بيك بالامر سارع إلى حشد قواته وسد أبواب القلعة وتحصن فيها بقصد الدفاع، وبوصول جيش الأمير محمد احاط القلعة من كل صوب وضيق الخناق على المحاصرين بنيران المدافع.صمد محمود بيك ببسالة. في يوم الثالث من المعركة صعد محمود بيك على جدار القلعة ونادى الأمير محمد: هذا مالايرضى عنه الله ورسوله ان تراق دماء هؤلاء الناس في سبيلي وسبيلك، فاذا كنت شهما تقدم بمفردك وأنا اتقدم اليك وننتبارز بالخناجر والمسدسات، فأى منا انتصرت له الرعية والبلاد ولاحاجة لكل هذه المتاعب، وبدلا عن أن يستجيب الأمير محمد لنداء محمود خان أمر جنوده بالهجوم على القلعة وفتحوا النار عليهم، وصوب محمود خان بندقيته على الأمير واطلق عليه رصاصة اصابت عمامته وتصاعدت منها الدخان فهتف بأعلى صوته: ها انني غلام لعلي خان المقصود هنا (امه لعلي خان)...فالبرغم من الجهود الكبيرة التي بذلها لامير محمد فانه لم يجد وسيلة لاحتلال القلعة فاضطرة إلى التراجع نحو الخلف كي يتوهم محمود خان بان الأمير محمد قد هزم...علم والد محمد خان وكان يسكن قلعة كانى ره ش ان الاميرمحمد قد حاصرة بقواته قلعة هه ركيلا التي يقطنها ابنه محمود خان وبادر بجمع قوة محاربة وانحدر مسرعا نحو قلعة هه ركيلا، فسار ابنه لاستقباله وفتح أبواب القلعة وكان جماعة من رجال الأمير محمد مختبئين باحد اطراف القلعة وابلغوا الأمير بذلك فقام الأمير محمد بالهجوم الخاطف على القلعة واحتلها بالقوة وهزم محمود خان مع والده سليم خان...لكنه تحصن في القلعة حسن بيك البرادوستي مع جنوده فاستعد للدفاع، فحاربوا البرادوستيون الأمير بشجاعة وقتل الكثير من الخلق ومنهم مشاهير الكورد...وقتل في هذه المحنة حسن بيك على يد الأمير نفسه..وبعد هزيمة البرادوستيين امام جيش الأمير محمد ونصبت السلالم على جدران القلعة ودخلوها وفتحوا أبوبها وهكذا احتل الأمير جميع أنحاء برادوست. ". .
]]

عبدالله بك بينارى صورة تعود للحرب العالمية الأولي ١٩١٤

وبرز من البرادوست عبد الله بك بيناري الذي ساند ثورة سمكو في اورميه و تصدى مع عشائر المنطقة لزحف الجيوش الروسية المتوغلة في رواندز عام 1916 ثم ما لبث ان ترك ارضة وموطنه في (دول) و (دزه) و (قلعة بينار) مرغما  والتجأ الى العراق التي كانت تحت حكم الأنكليز ١٩٢٢ وسكن في سيدكان ليتوفى هناك نهاية الثلاثينات أو بداية الاربعينيات من القرن الماضي وليقام له تأبين رسمي من قبل الحكومة العراقية.

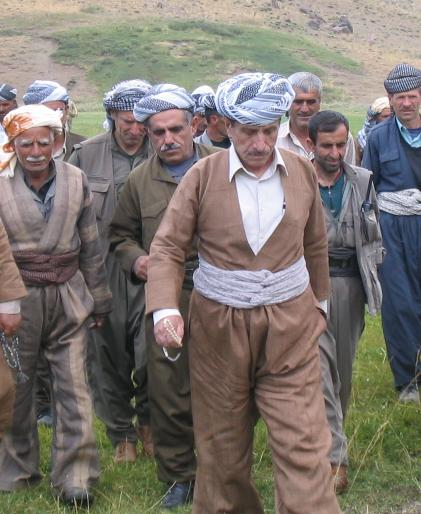
كريمخان برادوست

محمود بك خليفة مع ضيوف اجانب في خيمته الصيفية عام 1957

الشيخ رشيد لولان)

وبرز أيضا من البرادوست القاطنين في جهة كردستان العراق،  الشيخ رشيد لولان وهو زعيم ديني له خانقاه في قرية لولان الحدودية والتف حوله مريدون واتباع من كافة المناطق وخلفه في الزعامة ابنه الحاج محمد لولان. وأيضا محمود بك الزعيم القبلي وابنه كريم خان برادوست. كما برز من منطقة سيدكان شخصيات هامة منهم  (حميد افندي) وزير البيشمركة في حكومة الإقليم (٢٠٠١-٢٠٠٥).
شهدت برادوست بعد سقوط الملكية هجرة سكانها بسبب نشوب الحروب بين القوى الكردية بزعامة الملا مصطفى بارزاني والحكومة العراقية.. وبعد انتهاء المعارك في عام 1975 شهدت المنطقة هدوءا قصيرا اعقبه تهجيرا واسعا لسكان الشريط الحدودي نحو المجمعات السكنية في طوبزاوه وكسنزان وديگه‌له‌ ضمن سياسة حكومة البعث ضد الشعب الكردي. وبدأت الأحزاب الكردستانية التي تشكلت بعد نكسة آذار 1975 تعاود نشاطها في جبال برادوست، بدءا بالمفارز الأولى للاتحاد الوطني الكردستاني القادمة عبر هكاري وانتهاء بالتشكيلات العسكرية التابعة للحزب الديمقراطي الكردستاني التي تحصنت في مناطق خواكورك وجعلته ممرا لسوق مفارزها وانصارها، وكذلك حرك الحزب الشيوعي العراقي انصاره في نفس المكان والزمان. وبعد 1984 صارت مناطق خواكورك من المعاقل الرئيسية لأنصار اوجلان. اما سكان برادوست المرحلين فما زال اكثريتهم يقطنون داخل مدينة اربيل وقضاء سوران وكسنزان وطوبزاوه نظرا لصعوبة العودة إلى مناطقهم بسبب قلة الخدمات الرئيسية من قبل حكومة الإقليم وخطورة الأوضاع في الاجزاء المحاذية لحدود تركيا حيث تقع معاقل حزب العمال الكردستاني الحصينة التي تتعرض لغارات مفاجئة من قبل الطيران التركي والمدفعية الإيرانية.

## مناطق برادوست القديمة

### في إيران
- صوماى برادوست (جنوب سلماس).
- دول وقراها.
- دشت بيل.
- دمدم وبالانيش.
- مرگوَر وترگوَر
- برده سور
- بينار.

وأغلب هذه المناطق يقطنها الشكاك والهركية والبيگزاده الذين ينحدرون من نسل امراء البرادوست القدماء. ويسكن العجم (الأذربيجانيون) سهل اورمية ودمدم ودول واكثرهم اتراك شيعة من أصول اذرية أو قفقاسية. كما أن هناك بعض المسيحيين الاشوريين.

### في العراق
- حوض سيدكان بقراها ومقرها قرية مجيسر ذات الاطلال التاريخية القديمة مصاسر.

وسيدكان ناحية تابعة لقضاء سوران ضمن محافظة اربيل في كردستان العراق وتعتبر أكبر النواحي مساحة واكثرها وعورة. عدد قراها يتجاوز 250 قرية ونفوسها حسب الإحصاءات الأخيرة. لا يزيد عن 15000 نسمة كون سكانها تعرضوا للترحيل ثلاث مرات 1961 و1978 و1988 وما زالت مناطق شاسعة منها لم تعمر بسبب وجود مقرات حزب العمال الكردستاني فيها وكذلك بسبب الإهمال والتهميش. واسم سيدكان Sidekan مكون من مقطعين (سيدك) وولاحقة (ان) بمعنى المكان.. وهناك قرى كردية أخرى تسمى (سيتك Sitek) (سيدكان Sidkan)ولا علاقة لاسم سيدكان بلقب (السيد) كما يفترض الكاتب جمال بابان في كتابه (أصول أسماء المدن) بقوله ان اصل الاسم هو سة يدة كان seidekan بمعنى مكان السادة باللغة الكردية.
_____

### جغرافيا سيدكان
سيدكان منطقة جبلية باردة شتاء ومعتدلة صيفا، وتوجد فيها مصائف جبلية هامة تسمى الـ (الكويستان) حيث يلجأ إليها الرعاة من القبائل الرحالة للأقامة لدرء قطعانها من الماعز والخراف حرارة الصيف القاحل وأغلبهم ينتمون إلى قبائل الراواند السورجي والخيلاني وكذلك الهركي. وتعتبر (هلكورد)، (شاكيو)، (سياكو) (اودل كيو) (قلندر) (بولى) (بزين) و (كَوشينه) من أشهر جبال المنطقة واعلاها في كل العراق. خصوصا جبل هلكورد الشهير. وتشتهر خواركورك بجبالها الوعرة. اما السهول والوديان في برادوست فأشهرها هو سهل (دشت هيرت) وهو عبارة عن مرتفعات هضابية ودشت برازكر وكذلك حوض سيدكان. وادويتها: (دول زرزه) (كَلى ليَتان) و (كَلى رش) وغيرها كثير. اما انهارها فاشهرها نهر كَادر (Gader) الذي يدخل داخل إيران عبر مدينة (اشنويه) مرورا ب (نغده) ويصب في بحيرة اورميه. نهر (بوكَن)، نهر (نزارى) و (قلندر)، ونهر (زناZena) وهي انهر صغيرة تصب في رافد بالكيان قرب ديانا والذي بدوره يلتحم مع روبار رواندز ويصب في نهر الزاب عند قرية خلان قرب بيخمه. نهر (هاجيبك) وهو نهر جميل هائج مائج في الربيع ينبع من جبال (خواركورك) ويعبر منطقة شيروان ويشتهر بـ (روبار جامه) ليصب في الزاب عند قرية ريزان قرب (بله).

### قرى برادوست
ئاري- ئاکوان- ئالانە- ئالموشى سەروو- ئالمووشى خواروو- ئالوَکان- ئالەدوا- ئالەکا- ئاوبرا- ئينەمسید –باجارا- باسەکانى خواروو- باسەکانى سەروو –بالەکە- برەپیر- بزنکرە- بلەسەنان -بن هەوراز- بناوانوَک- بناویلوَک- بنپەريزە- بندەر- بنکەور- بنى- رەشکین- بوزينە- بوَزان- بوَلي –بیرتە- بیرکوَل –بيجوانا- بيرکمە- بيروَشمە –بيزەفەران- بيژان- بيسوَت – هاومار- بيسوَک -بيسيو -بيقەپوشک –بيکوَل- بيمەسوران- بيواسى خواروو - بيواسى سەروو- بەرچیخە-بەردەسوَر- بەرگرد- بەرمیزە-بەروَژە-بەرەبوَز-بەنان-بەنان-بەني-پارەو-پاشپال-پونگستا-پیرا برایم-پیربەینان-پیرکان-پیرەکە-پيخە-پەنجار-تالستا-تالین-تالەجار-تاوکان-تاوکە-توَبزاوە-تيروان-تەلان-جورجا-جوَخین گەلا-جوَنەرە-جەرا-چنارین-چناري-چونسە-چوَرت-چەمەلوا-خاستوَ-خراوا-خشوَلا-خنيرە-خومارى-خوماریە-خوَراگر-خوَران-خەترە-خەروانە-خەزنە-خەلیفان-داسنى-دالە-دایلا-دوستانا-(دوستانا – دەشتى هيرت)-دوورەملک-دوَلا-دوَلهەلوَ-دوَلەبيران-دیاناوا-ديریشکا-ديري-ديوین-دەراو-دەراوى خواروو-دەراوى سەروو-دەرهوَل-(دەرهوَل – دەشتى هيرت)-دەریا سوَر-دەریا لوَک-دەریان-دەحلە کوش-دەلاوا-دەهوَلا-رکاوا-رکاوە-رووسوَر-رەسول ئوَمەرا-زراوک-زیارەت-زیلوَى-زيرکان-زەروا-ژووژیلە-ژیلیا-سارداو-سالاریا-سپیارا-سپیگا-سپینداري-سمخەیلا-سماقە-سنین-سويکینە-سوَریا-سوَرەزەویا-سیدا-سیدەکان (القصبة)-سیران-سیروَ-سي کوچکە-سەربیش-سەرگردسەروو-شابکي-شاناشا-شکيرا-شکەن-شناو-شوَشنەى خواروو-شوَشنەى سەروو-شیوان-شیوەسان-شیوەسەقەر-شیوەگەرمى خواروو-شیوەگەرمى سەروو-شیوەن-شيخ رەش-شيخان-شيلکان-شەمزینە کەلا-شەمەرما-عەرەب کوَلا-قەليتان-کانى باز-کانى بەناو-کانى چنار-کانى شعبان-کانى مەلا-کانیە رەش-کاولا-کاولوَک-کاولە باس-کوژینە-کویرەکە-کویکان-کوَسپەتەنگ-کوَلیت-کوَلیتان-کيلەگا-کەتینە-کەرزاوا-کەژەک-کەلوَیە-کەلەک-کەلەولا-کەمەک-کەندە هوَلا-کەونە سیدەکان-کەونە گوند –کەوەرت-گردموسەک-گرکەبەن-گلە رەش-گوراکوَرى-گوربەتراش-گورەشا-گولیژگە-گویزە قولى-گوَرِا-گوَرا-گوَرابیي-گوَرمەمک رسول ئاغا رسول ئاغا-گوَرەديم-گەرەپيچ-گەلان گەردى-لوَکان-لوَلان-ليتان-ليرەبان-ليلکان-مارە مەلا-مالایەر-مالە مەلا-مالەدەر-ماونا-ماوەتاوەى خواروو-ماوەتاوەى سەروو-ماوەرد-مجيسەر-مغار-موسلوَک-میرزيت-میناى خواروو-میناى سەروو-ميرگەرەش-مەرگەوەروَکى خواروو-مەرگەوەروَکى سەروو-مەزرە-مەلا بادین-مەمدیا-مەیدان-ناوداروَک-ناوروَین-ناوميرگان-ناوەروان-نزارى-نيکەوە-نەیا-هارونە-هوَرەیس-هوَلي-هيردەن-هيشم-هەتکاى خواروو-هەتکاى سەروو-هەجري-هەدنيى خواروو-هەدنيى سەروو-هەرین-هەويلان-هەیات- وسوان.

### دشت برازگر
وهي منطقة جبلية خلابة تقع شرق بارزان (ميركَسور) وجنوب الحدود التركية (شمدينان) ذكرت في كتب التأريخ القديم خصوصا كتاب القلقشندي بصيغة (مازكرد): اسم برازكرد التابعة لسيدكان فيقول: «بلاد ماذكرد والرستاق (قرية روست بالك أو رستاق شمزينان) ومرت (سهل هيرت!!) وجبل جنجرين (جبل كيله شين) المشرف على أشنه من ذات اليمين وهو مقام طائفة منهم يقال لهم الزرزارية.. ولصاحب ماذكرد مكاتبة عن الأبواب السلطانية بالديار المصرية ثم قال في التثقيف: وهو حنش بن إسماعيل.» وكانت المنطقة تابعة إداريا للدولة الايوبية في مصر واليها كان تجبى الضرائب والمكوس وبعد سقوط دولتهم الت المراسلات الرسمية إلى المماليك أيام السلطان برقوق.

منظر من برازكر /زوزان سارتشمان

### التوزع القبلي
والتوزع القبلي لمنطقة برادوست في سيدكان هو كالآتي: خواكوركي في منطقة خواكورك بمحاذاة الحدود التركية مع منطقة شمزينان. رَوَندي في منطقة دشت هيرت وهم اكثرهم كانوا رحالة. وپيرة سني في سيدكان. وتعيش عوائل كثيرة من المهاجرين الكرد التابعين للشيخ سيد طه نهري شيخ شمزينان صهر سمكو الشكاك، هاجروا إلى برادوست قبل سقوط الدولة العثمانية في 1925 وسكنوا سفح جبل بولىَ شرق سيدكان بتزكية من الشيخ رشيد انذاك. اما أحفاد اميرخان فيعرفون بالبگزاده. اما المسيحيون البرادوست فكانوا يسكنون في قرى (سيرو) و (زروان).

### آثار تأريخية
منطقة برادوست كانت في العهود الغابرة موطن شعب الاورارتو الذي شكل إمبراطورية عظيمة عاصمتها كانت تقع قرب مدينة وان/ وكانت مساسر -مصاسر(أي مجيسر الحالية)مركز عبادة الاله خالد / هالد ومحج ملوكها وهناك اثار عديدة عن حضارة شعب اورارتو قرب حسن تبة - جنوب اشنويه. وهناك مسلتان تأريخيتان في كيله شين وطوبزاوه سطرت عليها كتابات بلغة اورارتو تتحدث عن ملوك مساسير وحروبها ضد دولة اور الغزية.. وقد دمرت مساسير ونهبت من قبل أحد ملوك اشور وتم توثيق هذا الغزو في كتابات ملوك اشور القديمة.
- بلاد مصاصير المقدسة

وبلدة سيدكان القديمة كانت تقع قرب قرية مجيسر التي كانت في القديم معبدا للـاورارتويين عبدة الاله خالد اله الشمس وذكر اسمها بـصورة (مصاسر) في الكتابات القديمة المكتوبة على لوح كيله شين التاريخي الذي يخلد ذكرى انتصار مليكهم اوزانا في حربه ضد الغزاة الاشوريين في القرن الثامن قبل الميلاد. وبعد ظهور الدولة العراقية أيام الإنكليز 1921 اختير الموقع الجديد الواقع تحت قدمات جبل كوشينه ليكون مقر ناحية سيدكان.

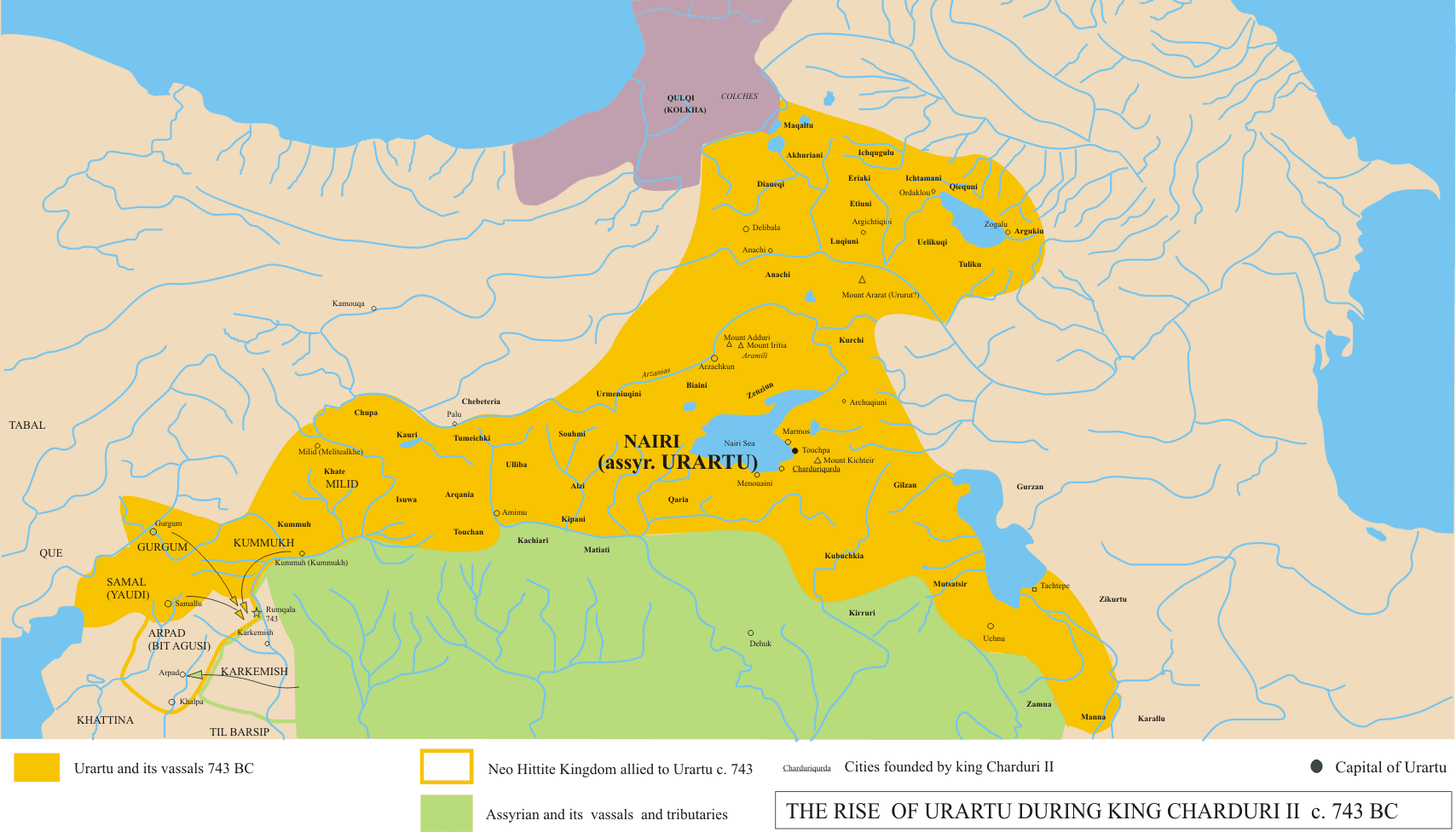
مملكة اورارتو

ورد ذكر اسم سيدكان في الكتب التأريخية العربية يقول أبو العباس القلقشندي توفي في 821هـ صاحب كتاب صبح الاعشى. في فصل الممالك والبلدان الشرقية أيام هولاكو«عدة أماكن من بلاد وقلاع يكاتب أصحابها من الأكراد سوى من إحداها برجو. الثانية البلهيئة. الثالثة كرم ليس. الرابعة اندشت. الخامسة جردقيل. السادسة سكراك. السابعة قبليس. الثامنة جرموك. التاسعة شنكوس. العاشرة بهرمان. الحادية عشرة حصن أران وهو حصن الملك. الثانية عشرة. الثالثة عشرة سونج الرابعة عشرة اكريسا. الخامسة عشرة برازكرد. السادسة عشر الزاب. السابعة عشرة الزيتية. الثامنة عشرة الدربندات العرابلية. التاسعة عشرة قلعة الجبلين (رواندز الحالية). العشرون سيدكان.». وكان اميرها هو - أمير علي بن حسام الدين الزرزاري صاحب سيدكان.
- معبد مجيسر (معبد الشمس)

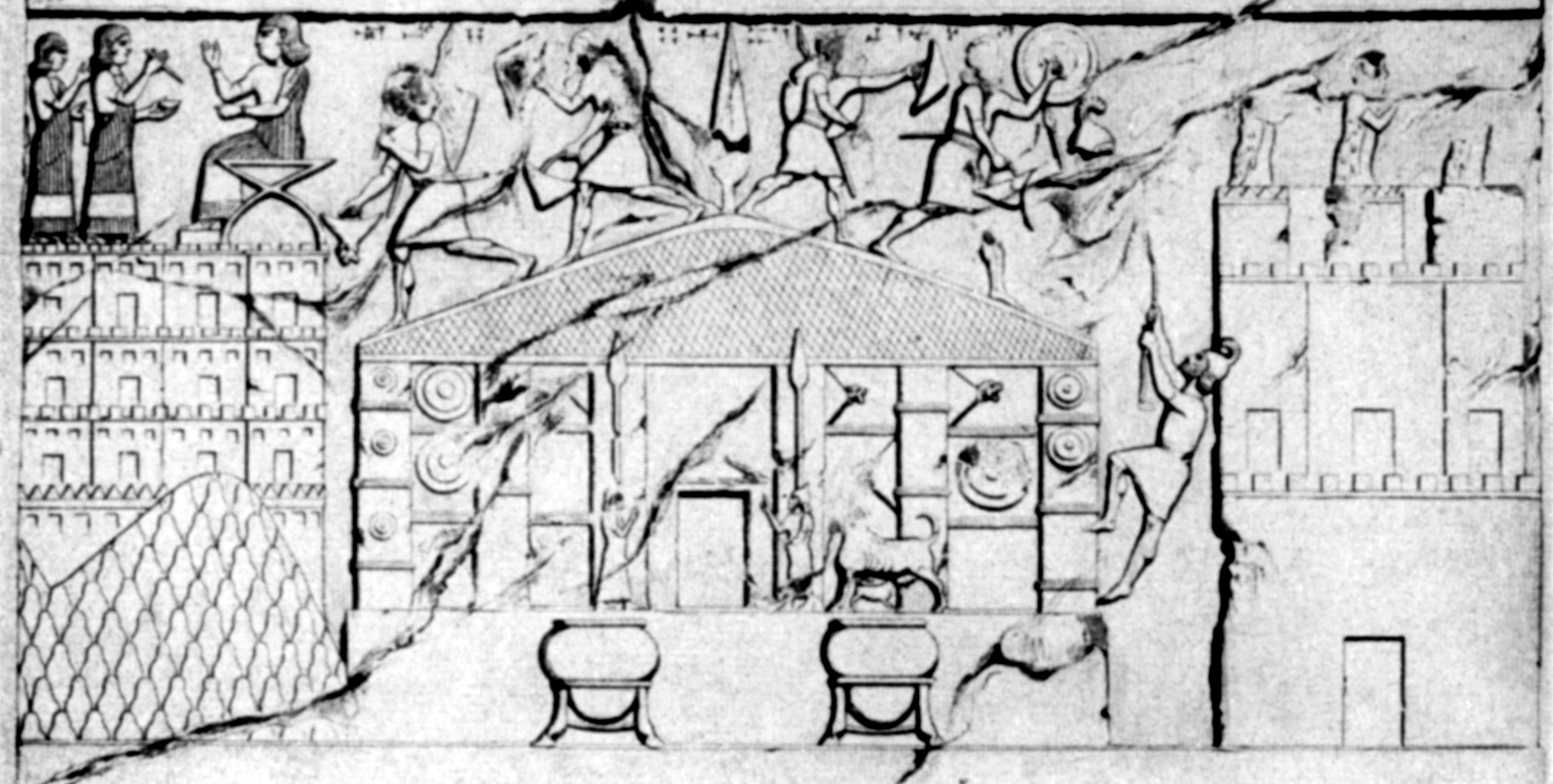
معبد مجيسر في منحوتة اشورية

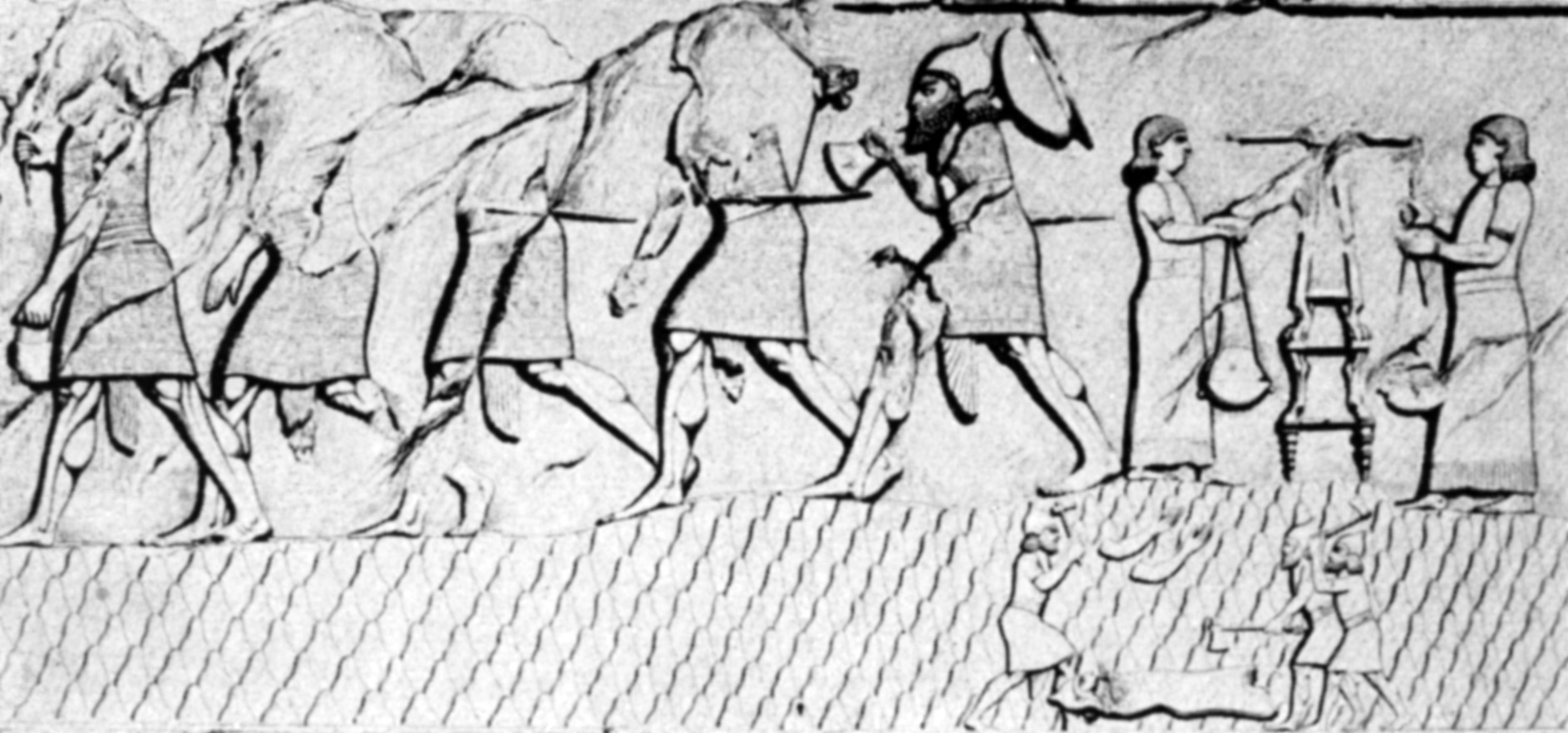
الحياة في مصاصر

وهو معبد للاله هالد (خالد) كان يقع في مدينة مصاسر (مجيسر الحالية)كان بمثابة معبد لعبادة الشمس ومحج لملوك شعب اورارتو تعرض للنهب أيام الملك الاشوري سركون الثاني في حملته على بلاد مصاصر في 714 قبل الميلاد وقد تم اكتشاف قطع اثرية من المعبد في خرسباد (قرب نينوى عاصمة الاشوريين) عام 1850 وحاولوا نقله عبر دجلة إلى أحد المتاحف في لندن إلا أن القافلة تعرضت للسلب من قبل البدو وغرقت القطع في دجلة وبقيت مدفونة في قعر النهر ولم يتم اكتشافها لحد الآن. والغريب ان أهل برادوست ينتسبون لجدهم الأكبر (خالد).. وفي اعتقاد البعض منهم القصد منه هو خالد بن وليد الصحابي المسلم.. مع ان خالدا لم يخلف ذرية حسب الاثار التأريخية. والارجح ان اسم الاله خالد (اله الشمس) بقي في ذهنية أهل برادوست ولكن تم تغليفه باعتقادات ومسميات إسلامية.

## مسلةكيله‌شين

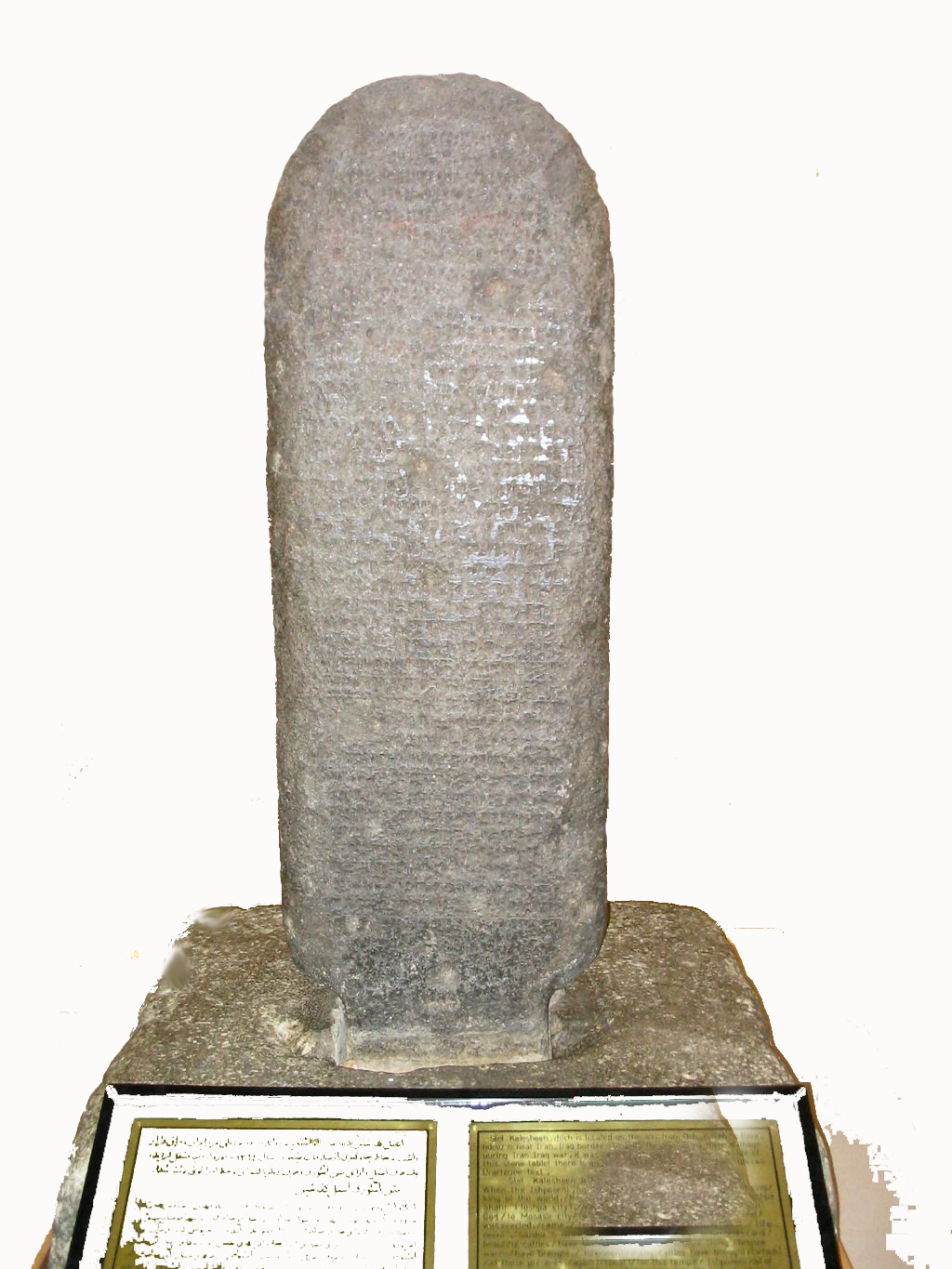
مسلة كيله‌شين

وهي مسلة حجرية تأريخية خضراء اللون تعود إلى القرن الثامن قبل الميلاد مكتوبة بالحروف المسمارية وباللغتين الخالدية (لغة بلاد اورارتو) واللغة الاشورية أيام الملك اورزانا حيث كان المكان وما يزال ممرا هاما بين بلاد الرافدين وأذربيجان وإيران من جهة الشمال. بقيت المسلة في مكانها إلى عام 1984 حيث تم نقلها إلى متحف اورميه في إيران بعد الهجوم الإيراني على منطقة سيدكان ابان الحرب (1980-1988). ومعنى كيله شين بالكردية هو المسلة الخضراء حيث شين في لغة أهل برادوست هو يأتي بمعنى اخضر المائل للزرقة ومنه جاء كلمة شينايي (أي الخضرة). يذكر القلقشندي القرن التاسع الهجري ان: جبل (جنجرين) هو قرب اشنه بأعلاه ثلاثة أحجار طول كل حجر منها عشرة أشبار في عرض دون الثلاثة متخذة من الحجر الأخضر الماتع وعلى منها كتابة قد اضمحلت لطول السنين يقال إنها نصبت لمعنى الإنذار والإخبار عمن أهلكه الثلج والبرد هناك في الصيف وهم يأخذون الخفارة تحته..."